# Pál Kray

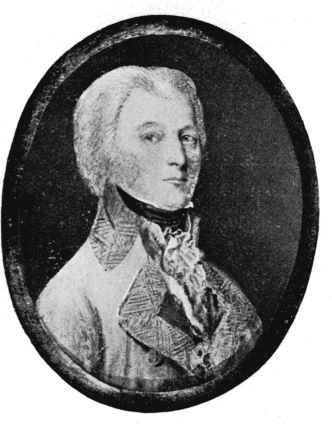
Pál Kray von Krajova und Topolya

Baron Pál Kray von Krajova und Topolya (ur. 5 lutego 1735, zm. 19 stycznia 1804) – węgierski arystokrata, żołnierz i dowódca armii austriackiej. Z wykształcenia matematyk.

## Życiorys
Urodził się w Kieżmarku. Ukończył akademię w Wiedniu (matematyka). W wieku 19 lat wstąpił do austriackiej armii. Dość szybko uzyskał stopień majora. W 1784 roku stłumił powstanie w Siedmiogrodzie. W latach 1787–1791 brał udział w wojnie austriacko-tureckiej. 18 marca 1790 roku uzyskał stopień generała majora. Od 1792 do 1797 roku brał udział w walkach toczonych przez Austrię przeciwko rewolucyjnej Francji w ramach I koalicji. W 1799 roku dowodził armią austriacką w walkach we Włoszech w ramach II koalicji. Odniósł wiele sukcesów, m.in. zwycięstwo pod Legnano, czy zajęcie Mantui. 18 kwietnia 1799 został mianowany na stopień generała artylerii (niem. Feldzeugmeister).
W roku następnym poniósł jednak kilka porażek nad Renem w starciach z francuską armią Jeana Moreau i musiał wycofywać się aż do Czech. Został wówczas zdjęty z dowództwa i do śmierci pozostał na emeryturze. Zmarł w Peszcie w styczniu 1804 roku.

## Komentarz
Kray był jednym z najlepszych przedstawicieli starej szkoły walki, która okazała się przestarzała w czasach napoleońskich. Był jednak szanowany przez Francuzów jako zdolny dowódca i rycerski przeciwnik.